# NGC 6936
NGC 6936 ist eine elliptische Galaxie mit aktivem Galaxienkern vom Hubble-Typ E/S0 im Sternbild Steinbock auf der Ekliptik. Sie ist schätzungsweise 264 Millionen Lichtjahre von der Milchstraße entfernt und hat einen Durchmesser von etwa 145.000 Lichtjahren.
Im selben Himmelsareal befindet sich u. a. die Galaxie NGC 6924.
Das Objekt wurde am 1. September 1885 von dem Astronomen Francis Leavenworth mit seinem 26-Zoll-Teleskop entdeckt und später von Johan Dreyer in seinen New General Catalogue aufgenommen.